# Carex clavata
Carex clavata är en halvgräsart som beskrevs av Carl Peter Thunberg. Carex clavata ingår i släktet starrar, och familjen halvgräs. IUCN kategoriserar arten globalt som livskraftig. Inga underarter finns listade i Catalogue of Life.